# Квітнева революція
Якщо ви шукали інформацію про події в Афганістані 27 квітня 1978 року, див статтю Саурська революція.

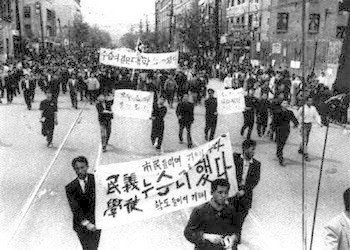
Квітнева революція

Квітнева революція (також Революція 19 квітня та Рух 19 квітня) — народне студентсько-робітниче повстання, що тривало з 11 по 26 квітня 1960 року, в ході якого була повалена автократична Перша республіка Південної Кореї, очолювана Лі Синманом. Як наслідок, Лі подав у відставку, що призвело до створення Другої республіки Південної Кореї. Спусковим гачком до початку подій стало знайдення в затоці міста Масан тіла студента, вбитого сльозогінним газом під час противиборних демонстрацій у березні 1960 року.

## Передумови
Президент Лі очолював країну з 1948 року і зіткнувся із суспільним невдоволенням його роботою, що супроводжувалась повільним соціально-економічним розвитком, осуджувався за корумпованість на фоні внесення змін до конституції задля збільшення можливого терміну президентства. Сполучені Штати Америки зменшили фінансову допомогу країні із $382 893 000 у 1957 до $222 204 000 у 1959. Лі був спантеличений і нажаханий зменшенням фінансової підтримки від США і почав вживати надзвичайно відчайдушних заходів задля забезпечення свого політичного виживання. У грудні 1958 він провів через Національну Асамблею зміни до Національну закону про безпеку, що надавали державному керівництву владу обмежувати свободу слова в пресі та не давати членам опозиції права голосу.
На президентських виборах 1960 року проти Лі балотувались дві основних партії. Менша, Прогресивна партія, що здобула один мільйон голосів на виборах 1956 року, була представлена Чо Бон Амом, а від Демократичної партії висувався Чо Пйон Ок. У липні 1959 року Лі звинуватив Чо Бон Ама в комуністичних переконаннях. Відтак останнього ув'язнили та невдовзі стратили. Чо Пйон Ок подався до Сполучених Штатів з приводу операції на шлунок, де й помер від серцевого нападу. Корейці не змогли повірити у такий збіг обставин, за якого обидва конкуренти Лі загинули, а радше вважали їхні смерті результатом змови.
На виборах віце-президента, які в Кореї відбуваються окремо, Лі був впевнений у перемозі свого протеже, Лі Кі Пу. Від Демократичної партії проти Лі було висунуто Чан Мена, колишнього корейського посла в Сполучених Штатах, що був на посаді впродовж Корейської війни. 15 березня Лі, будучи прикутим хворобою до ліжка, переміг на виборах із аномально великим відривом, 8 225 000 голосів проти Менових 1 850 000 голосів. Людям одразу стало зрозумілим, що вибори були сфальсифіковані. Відомо, що по всій країні були забороненими з'їзди Демократичної партії, а на виборах у виборчі скриньки фіксувалось вкидання великих кількостей заздалегідь заповнених бюлетенів.

## Відставка Синмана Лі
26 квітня 1960 року президент Лі покинув президентську посаду, а Лі Кі Пу, ставленика Лі на пост віце-президента, було звинувачено у значній корумпованості.
27 квітня 1960 року старший син Лі Кі Пу вбив батька та всю свою сім'ю, а відтак вчинив самогубство. 28 квітня міністр внутрішніх справ Чо Ін Кю та Начальник служби безпеки подали у відставку, взявши на себе відповідальність за події в Масані.

## Наслідки
Після відставки Лі та смерті Лі Кі Пу, правління Ліберальної Партії підбігло до кінця. У Південній Кореї було впроваджено парламентську систему влади супроти колишньої президентської, а 13 серпня 1960 року президентом було обрано Юн Бо Сона, але справжня влада опинилась у руках прем'єр міністра, Чан Мйона.
16 травня 1961 року опісля місяців політичної нестабільності генерал Пак Чон Хі вчинив збройний переворот у країні, поваливши конституційний лад тодішньої Другої республіки Південної Кореї, замістивши її військовою хунтою, а відтак автократичною Третьою республікою Південної Кореї.